# Tulostoma brasiliense
La especie Tulostoma brasiliense es un representante del género Tulostoma de la familia Agaricaceae. El origen etimológico de la palabra Tulostoma viene del gr. týlos que significa joroba, callo, dureza, clavija; y de stóma que significa boca, poro, por la forma en que se efectúa la dehiscencia, mediante un poro apical con frecuencia umbonado.

## Clasificación y descripción
La especie Tulostoma brasiliense, es una representante del género Tulostoma miembro de la familia Agaricaceae. Tiene un saco esporífero subgloboso, de 14 x 11 mm de diámetro. Exoperidio membranoso, grueso, no completamente caduco, completo en la base o colgando en trozos, de color blanquecino. Endoperidio al principio recubierto por exoperidio, finalmente liso y blanquecino ligeramente rosado. Boca circular a elíptica, de hasta 2 mm de diámetro, con un peristoma ligeramente deprimido. Cuello apretado a algo separado con membrana entera lancerada. Pie de 16-35 x 2-3.5 mm, castaño claro a castaño oscuro, subleñoso, con una base bulbosa-nodosa. Capilicio hialino, septado, poco ramificado de 2-5,7 μm a nivel de los tabiques hasta de 12 μm de diámetro. Esporas subglobosas a anchamente elipsoidales, ornamentadas con tubérculos, o espinas irregulares de tamaño diverso de 5-7,2 x 5-6,8 μm.

## Distribución
Esta especie se ha citado de Brasil y México del estado de Hidalgo.

## Hábitat
Se ha citado creciendo en el suelo en el matorral xerófilo.

## Estado de conservación
Se conoce muy poco de la biología y hábitos de los hongos, por ello la mayoría de ellos no están incluidos en la Norma Oficial Mexicana 059.